# Calvin Smith
Calvin Smith (Bolton, 8 de janeiro de 1961) é um antigo atleta norte-americano, campeão olímpico dos revezamento 4x100 m em Los Angeles 1984, e medalha de bronze nos 100 metros rasos em Seul 1988.
Foi detentor do recorde do mundo dos 100 metros e foi por duas vezes campeão mundial de 200 metros. Apesar de ter sido um dos melhores sprinters mundiais dos anos 80, Smith correu sempre na sombra do carismático Carl Lewis.

## Melhores marcas pessoais
| Prova      | Data                 | Local                            | Tempo (segundos) |
| ---------- | -------------------- | -------------------------------- | ---------------- |
| 100 metros | 3 de julho de 1983   | Colorado Springs, Estados Unidos | 9,93             |
| 200 metros | 24 de agosto de 1983 | Zurique, Suíça                   | 19,99            |

## Ranking
Smith foi classificado entre os melhores dos EUA e do mundo nas provas de velocidade de 100 e 200 metros entre 1980 a 1993, de acordo com os votos dos especialistas do Track and Field News.
| 100 metros | 100 metros      | 100 metros  |
| ---------- | --------------- | ----------- |
| Ano        | Ranking mundial | Ranking EUA |
| 1980       | 10º             | 7º          |
| 1981       | --              | 9º          |
| 1982       | 2º              | 2º          |
| 1983       | 2º              | 2º          |
| 1984       | 6º              | 5º          |
| 1985       | 6º              | 3º          |
| 1986       | 6º              | 2º          |
| 1987       | 5º              | 2º          |
| 1988       | 2º              | 2º          |
| 1989       | 7º              | 5º          |
| 1990       | 6º              | 4º          |
| 1991       | --              | --          |
| 1992       | --              | 10º         |
| 1993       | --              | 7º          |

| 200 metros | 200 metros      | 200 metros  |
| ---------- | --------------- | ----------- |
| Ano        | Ranking mundial | Ranking EUA |
| 1980       | --              | --          |
| 1981       | --              | --          |
| 1982       | 2º              | 2º          |
| 1983       | 1º              | 1º          |
| 1984       | --              | --          |
| 1985       | 2º              | 2º          |
| 1986       | 3º              | 3º          |
| 1987       | 2º              | 2º          |
| 1988       | 4º              | 3º          |
| 1989       | 5º              | 3º          |
| 1990       | --              | --          |
| 1991       | --              | --          |
| 1992       | --              | --          |
| 1993       | --              | --          |